# Zodion affine
Zodion affine är en tvåvingeart som först beskrevs av Krober 1939.  Zodion affine ingår i släktet Zodion och familjen stekelflugor. Inga underarter finns listade i Catalogue of Life.